# هيلدا أيسن
هيلدا أيسن (بالإنجليزية: Hilda Eisen)‏ هي سيدة أعمال بولندية وأمريكية، ولدت في 25 أبريل 1917 في Izbica Kujawska ‏ في بولندا، وتوفيت في 22 نوفمبر 2017.